# Trentepohlia flavoides
Trentepohlia flavoides là một loài ruồi trong họ Limoniidae, được mô tả bởi Alexander vào năm 1973. Chúng phân bố ở miền Ấn Độ - Mã Lai.
Chúng là sinh vật đa bào, cơ thể đối xứng hai bên, có cánh.